# Karl Lachmann
Karl Lachmann (ur. 4 marca 1793 w Brunszwiku, zm. 13 marca 1851 w Berlinie) – niemiecki filolog i krytyk literacki.
Studiował w Lipsku i Getyndze. Brał udział w kampanii 1815 r. W roku 1818 wykładał filologię na uniwersytecie w Królewcu, a od 1825 w Berlinie.
Lachmann położył niemałe zasługi w dziedzinie filologii klasycznej i staroniemieckiej. Jest twórcą współczesnej krytyki tekstu.
Najdonioślejsze znaczenie miały jego badania nad Nibelungami (Zu den Nibelungen und zur Klage, Berlin, 1836) i nad Homerem (Betrachtungen uber die Ilias, Berlin, 1847).
Do zakresu filologii klasycznej należą jego prace:
- De Choreis systematis tragicorum Graecorum libri quatuor (Berlin, 1819);
- De mensura tragoediarum (Berlin, 1822);
- wyd. Katulla (1829), Tybulla (1829), Genezjusza (1834), Terencjana Maura, Lukrecjusza itd.

Literaturę staroniemiecką omówił w publikacjach:
- Ueber althochdeutsche Betonung und Verskunst (1831);
- Ueber Singen und Sagen (1833);
- Ueber den Eingang des Parcival (1835)

Prace drukowane były w Abhandlungen Berlińskiej Akademii Nauk.